# Chevalierella dewildemanii
Genre
Espèce
Synonymes
- Chevalierella congoensis A.Camus[2]
- Ichnanthus dewildemanii Vanderyst[2]

Chevalierella dewildemanii est une espèce de plantes monocotylédones de la famille des Poaceae, sous-famille des Chloridoideae, originaire d'afrique tropicale (Congo). C'est l'unique espèce du genre Chevalierella (genre monotypique).
Ce sont des plantes herbacées, vivaces, aux tiges pouvant atteindre 120 cm de long, et aux inflorescences composées de racèmes. 

## Étymologie
Le nom générique, « Chevalierella », est un hommage au botaniste français, Jean Baptiste Auguste Chevalier (1873–1956), qui collecta des spécimens de plante en Afrique tropicale, en Asie du Sud-Est et au Brésil. 
L'épithète spécifique, « dewildemanii », est un hommage au botaniste belge, Émile Auguste Joseph De Wildeman (1866–1947).